# Cotylopus acutipinnis
A Cotylopus acutipinnis a csontos halak (Osteichthyes) főosztályának a sugarasúszójú halak (Actinopterygii) osztályába, ezen belül a sügéralakúak (Perciformes) rendjébe, a gébfélék (Gobiidae) családjába és a Sicydiinae alcsaládjába tartozó faj.
A Cotylopus halnem típusfaja.

## Előfordulása
A Cotylopus acutipinnis előfordulási területe az Indiai-óceán két szigetén, azaz a Mauritiuson és a Réunionon van. A Réunion szigeten jóval elterjedtebb, mint a Mauritiuson.

## Megjelenése
Ez a hal legfeljebb 13,4 centiméter hosszú. A hátúszóján 7 tüske és 8-9 sugár ül. A teste nyújtott és hengerszerű. Pofája kerekített, bár a felső állcsontja (maxilla) kiemelkedő. Az állkapocscsontján (mandibula) a kúp alakú fogak egyforma méretűek. A feje hosszabb, mint magasabb. A tarkóján és a hasán nincsenek pikkelyek. Testszíne a barnástól a feketéig változik. A hátán és az oldalain levő pikkelyeken barnás és sárgás szalagszerű minták vannak. A második hátúszó és a farok alatti úszó világos barnák; néha a farok alatti úszó szélét egy sötét szalag szegélyezi. A mellúszók és a hasúszók színe a szürkéstől a barnásig változik.

## Életmódja
Trópusi halfaj, amely egyaránt megél az édes-, sós- és brakkvízben is. A kifejlett hal az esőerdők tiszta vizű patakjainak a fenekén él, és algákkal táplálkozik.

## Szaporodása
Katadrom halként a tengerbe rakja le az ikráit. A frissen kikelt ivadék is a tengerben marad, azonban már a fiatal hal visszaúszik a szigetek édesvizű patakjaiba.